# José Eugenio Ellauri

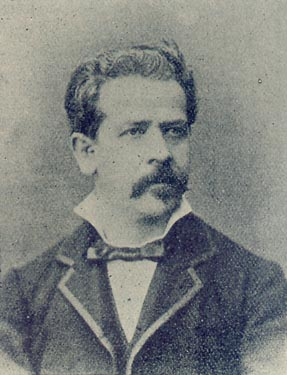
José Eugenio Ellauri

José Eugenio Ellauri Obes (* 15. November 1834 in Montevideo; † 27. Mai 1894 ebenda) war ein uruguayischer Rechtsanwalt und Politiker.
Der Sohn des Präsidenten der ersten konstituierenden Versammlung Uruguays, José Longinos Ellauri, war zunächst im Jahre 1868 vom 1. März bis zum 8. März Außenminister unter der Präsidentschaft von Lorenzo Batlle.
Später war der der Partido Colorado angehörige Ellauri dann vom 15. Februar 1873 bis zum 15. Januar 1875 Präsident von Uruguay.